# 厄魯鄉
厄魯鄉，曾是愛沙尼亞瓦爾加縣的一個鄉村型市镇，位於該國南部，行政中心設於厄魯，面積105平方公里，2010年人口556，人口密度每平方公里5人。
2017年爱沙尼亚行政改革后，厄魯市镇与其他市镇一起合并为新的瓦尔加市镇。
57°55′33″N 26°10′44″E / 57.92583°N 26.17889°E